# Kleinostheim
Kleinostheim är en kommun och ort i Landkreis Aschaffenburg i Regierungsbezirk Unterfranken i förbundslandet Bayern i Tyskland. Kleinostheim, som för första gången nämns i ett dokument från år 975, har cirka 8 000 invånare.